# Richard Placht
Richard Placht (* 4. Januar 1880 in Kratzau, Böhmen; † 2. Februar 1962 in Wien) war ein österreichischer Bildhauer und Medailleur.

## Leben

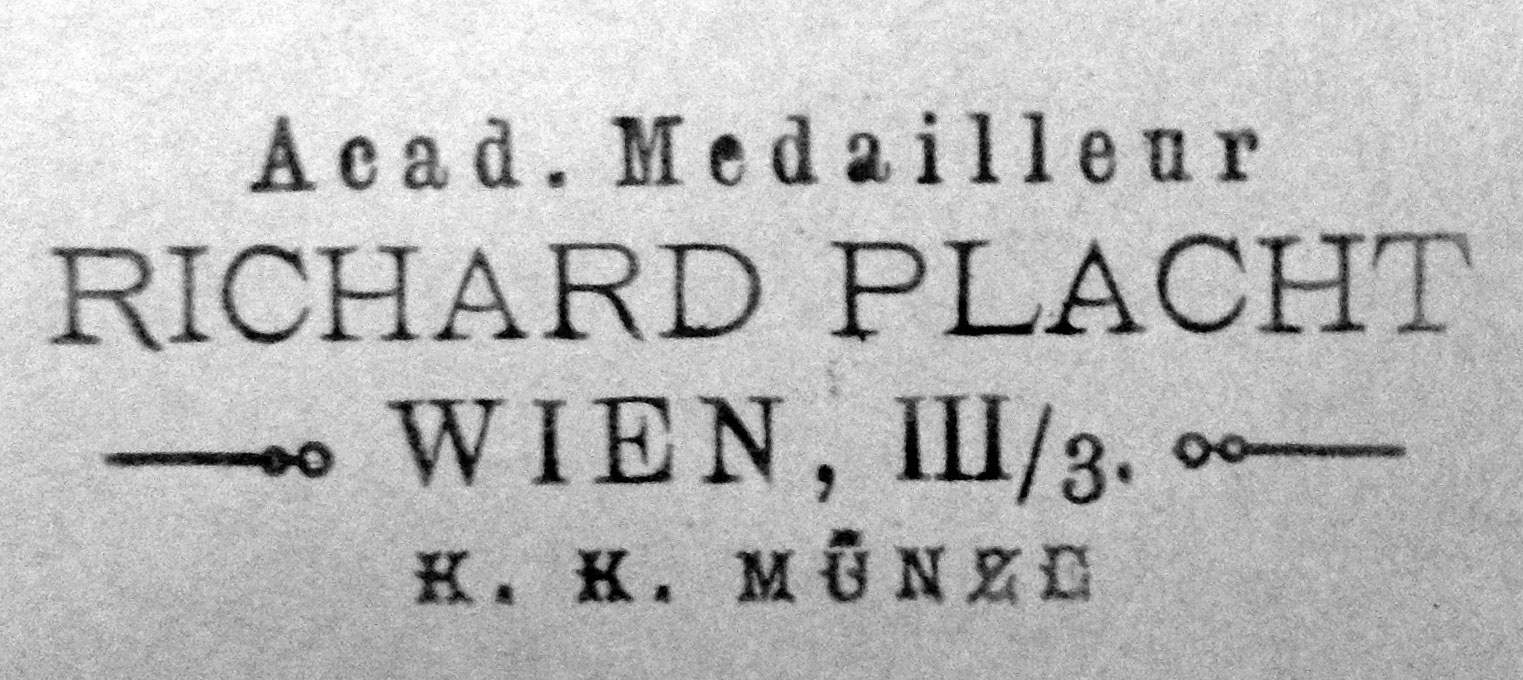
Ex.Libris-Stempel von Richard Placht bei der K.u.K Münze, Wien 1906

Der sudetendeutsche Richard Placht war zunächst Schüler der kunstgewerblichen Fachschule in Gablonz, danach studierte er an der Akademie der bildenden Künste in Prag, wo er ein Schüler von Vaclav Myslbeck war. Seine Studien vollendete er dann an der Wiener Akademie unter Josef Tautenhayn. 1904 trat er in die Dienste der Graveurabteilung des Wiener Hauptmünzamtes ein, deren Leiter er ab 1916 war. Ab dem Jahr 1909 war er auch Mitglied des Wiener Künstlerhauses.
Placht arbeitete vor allem an Bildnisplaketten und Bildnismedaillen, Taufplaketten, Sportmedaillen und Kursmünzen. Er war Träger des Dumba-Preises und gehörte auch dem Künstlerbund österreichischer Medailleure an. Zu seinem 80. Geburtstag 1960 widmete ihm das Kunsthistorische Museum eine eigene Ausstellung. Das Wiener Heeresgeschichtliche Museum verwahrt in der Medaillensammlung 15 Prägemedaillen und Gussplaketten des Künstlers.

## Werke (Auszug)
- Reliefplakette Fahnenweihe des Infanterie-Regiments Nr. 2, 1928, Eisenblech, 35,7 × 4 × 30 cm, Heeresgeschichtliches Museum, Wien